# پروئه
شهر پروئه (به فرانسوی: Perwez) در شهرستان نیول  در استان اوئلون بربان  در منطقه فدرال والوون در کشور بلژیک واقع شده‌است.